# وهیبینانی (بخش)
وهیبینانی (به لاتین: Vohibinany) یک منطقهٔ مسکونی در ماداگاسکار است که در آتسینانانا واقع شده‌است.